# Apačové
Apačové (Apache) je společný název pro několik kulturně spřízněných národností původních indiánských obyvatel Severní Ameriky, kteří hovoří jihoathabaskými jazyky. Apačská skupina se člení na: Západní Apače, Navahy, Čirikávy, Meskalery, Jikarilly, Lipany a Apače z planin. Původní význam slova Apač je nejasný, ale předpokládá se, že může pocházet z javapajského slova epač, což znamená lidé, ze zunijského apaču ve významu nepřítel (což je ovšem společné zunijské označení pro Apače a Navahy), případně z blíže neurčeného kvečanského slova, které znamená bojující-muž. Apačové si sami říkají N'de, Dinë, Tinde, nebo Inde, tj. Lidé.

## Rozšíření a rozdělení

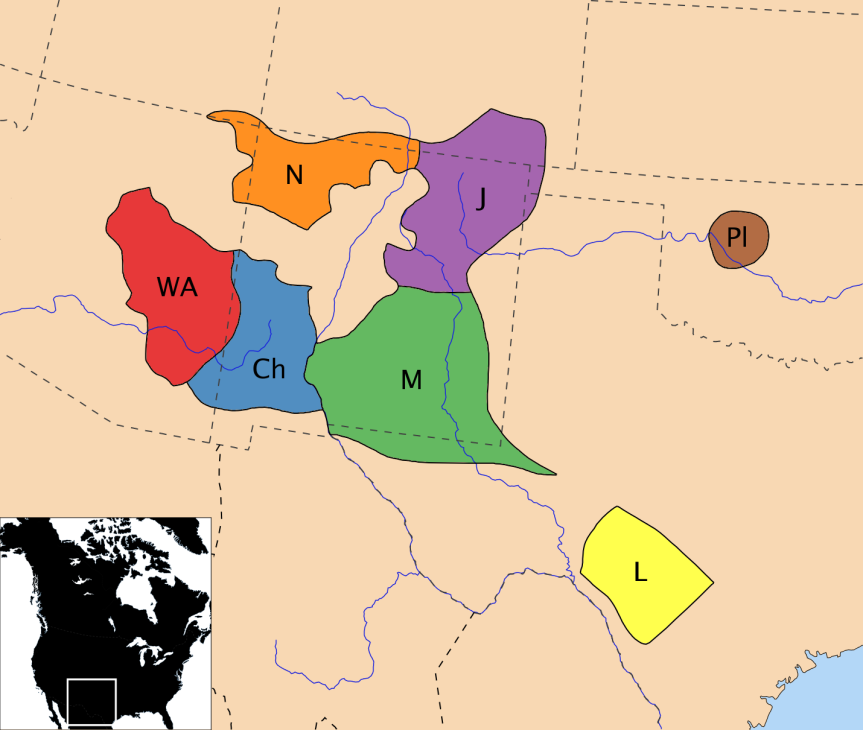
Mapa ukazující rozmístění jednotlivých apačských kmenů v 18. století;
WA – Západní Apačové,
N – Navahové,
Ch – Čirikávové,
M – Mescalerové,
J – Jicarillové,
L – Lipanové,
Pl – Apačové z planin

Předkové Apačů a jejich nejbližších příbuzných Navahů zřejmě původně sídlili v oblasti západní Kanady, kde dosud žijí jejich nejbližší příbuzní, hovořící jazyky Na Dené, například: Čipevajané, Otročí indiáni (Slave), Nosiči (Carrier) nebo kmen Sarsí. Z této oblasti předkové Apačů i Navahů kvůli zhoršeným klimatickým podmínkám mezi lety 1200 a 1400 n. l. migrovali na jih. V době příchodu bělochů v 16.–18. stol. sídlili Apačové v Arizoně, v Novém Mexiku, jižním Coloradu, západním a středním Texasu, Oklahomě, Kansasu, jižní Nebrasce a severním Mexiku.
V 19. století (předtím je situace značně nepřehledná) se Apačové dělili na pět kmenů, z nichž některé se dále dělily na teritoriální skupiny:
- Čirikavové (Chiricahua)
- Lipanové (Lipan, Lépai Ndé)
- Meskalerové (Mescalero, Mashgalénde)
- Tindeové (Tinde, Jicarilla)
- Západní Apačové (Western Apache)
  - Bělohorští Apačové (White Mountines)
  - San Carlosští Apačové (San Carlos)
  - Tontové (Tonto)
- Apačové z plání (Plain Apache, Kiowa-Apache)

Z těchto kmenů byli kulturně nejodlišnější Apačové z plání, žijící asi od 15. stol. n. l. na prériích v dnešním Kansasu a Oklahomě, kde se smísili s kmenem Kiowů. Na rozdíl od ostatních apačských skupin se vůbec nevěnovali zemědělství, žili v týpí a lovili především bizony.
Všechny apačské kmeny se dělily do desítek teritoriálních skupin, v jejichž názvech, rozšíření i příslušnosti k hlavních kmenům existuje řada nejasností.

## Vztahy s ostatními indiánskými kmeny

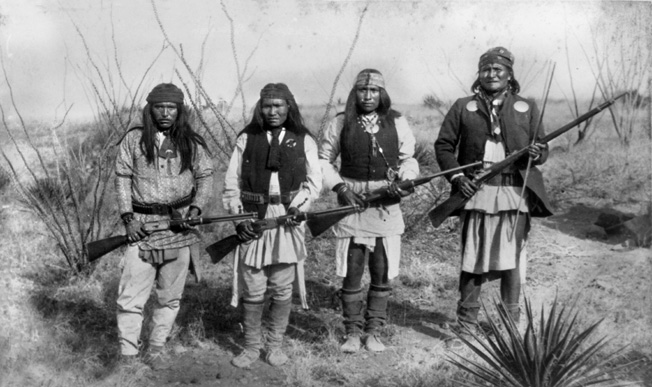
Apačský válečník Geronimo (vpravo) se svými bojovníky.

Apačové byli značně bojovní. Na severu válčili s Jutey a Šošony, na jihu s Pajuty, Papagy, Pimy a Jakii. S nejbližšími sousedy Navahy udržovali většinou přátelské vztahy, ale docházelo mezi nimi i k bojům.  Vyskytovaly se i boje mezi jednotlivými skupinami Apačů, vyvolané soupeřením o zdroje, ale i rozeštváváním ze strany bělochů. Velmi dobré vztahy s Apači udržovali zejména Kiowové, Tonkawové a jumské kmeny, přestože hovořili zcela odlišnými jazyky. Mezi Apači a příslušníky těchto kmenů docházelo i k mísení.
Komančové válčili s lipanskými Apači v Texasu a při své migraci na jih Velkých planin v 18. století Apače postupně vytlačili z Velkých planin do nehostinných hor na západě nebo na jih.
Patrně nejsložitější vztah měli Apačové s Pueblany. Na jednu stranu od nich převzali zemědělství, výrobu keramiky, četné obřady i další kulturní prvky, velmi často ale usedlé Pueblany znepokojovali svými nájezdy, loupili jim úrodu, zajímali jejich ženy a děti. To se odráží i v jedné z možných etymologií slova Apač ze zunijského apaču (nepřítel, záškodník). V mýtech a pohádkách Hopiů, Zuniů či Keresů jsou Apači často prezentováni jako záškodníci, nadaní magickými vlastnosti a jejich nájezdy jako živelní pohroma.

## Tradiční kultura

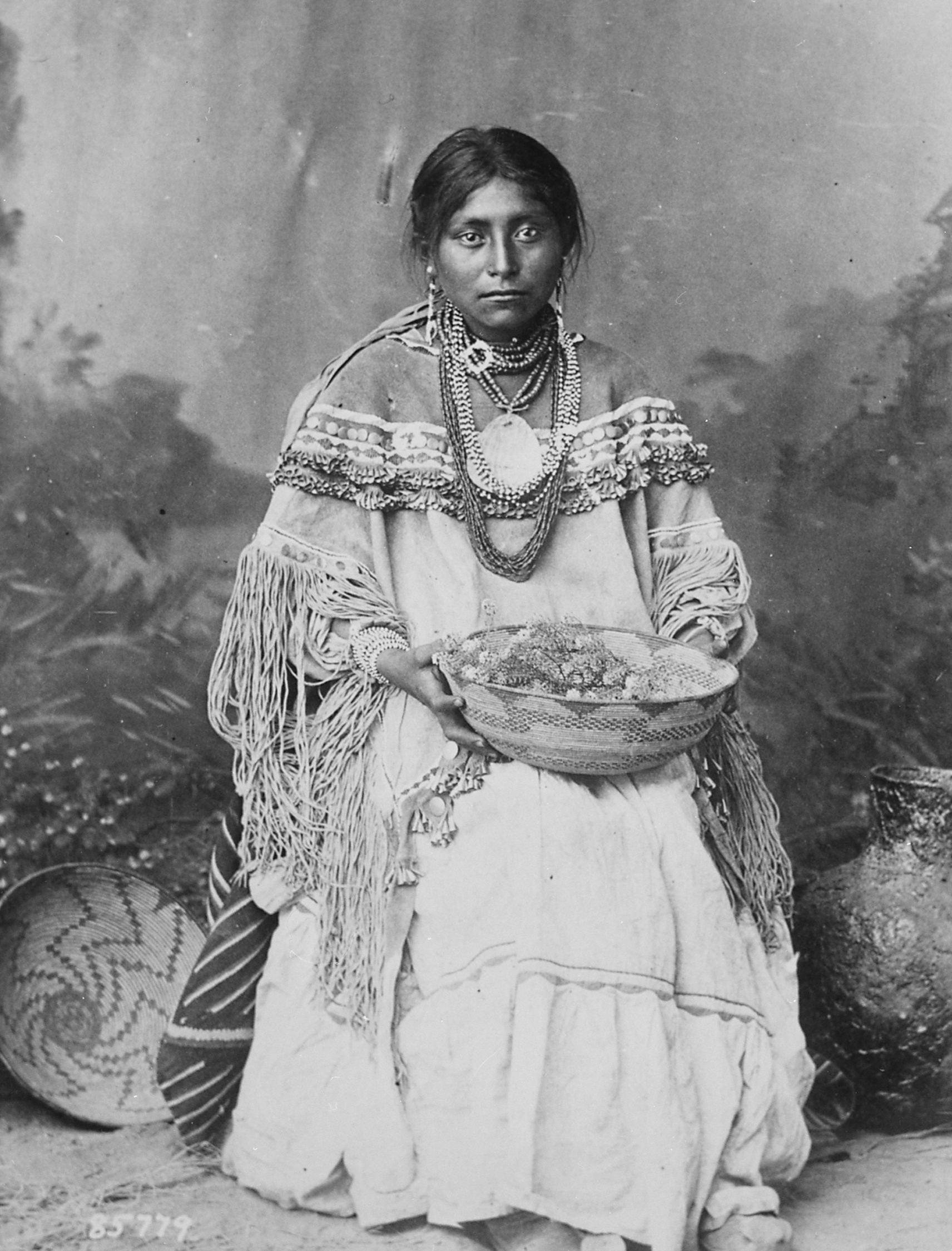
Apačská nevěsta

Apačové byli především lovci, lovili zejména králíky, jelence, ovce tlustorohé, vidlorohy či jeleny wapiti, pouze Kioowa Apačové lovili také bizony. Medvědi byli pro Apače tabu, nelovili je a nejedli jejich maso. Menší význam měl sběr jedlých rostlin (např. medvědice, břestovec, jojoba, plody opuncií nebo juka) a pouze okrajově se věnovali rybolovu. Některé skupiny Apačů se zabývaly i pěstováním zemědělských plodin, zvláště kukuřice, fazolí, dýní a tabáku. Z domácích zvířat chovali Apačové psy, usedle žijící skupiny také krocany a od 16. stol. i koně. Společně s Jakii patří Apačové k prvním indiánským kmenům, u nichž je zaznamenán chov koní.
Oděv Apačů byl zhotoven z jelenice nebo z látky, tvořily ho nohavice, bederní zástěrka a košile, vlasy nosili dlouhé, ovinuté pestrým šátkem. Mokasíny Apačů byly vysoké a připomínaly měkké kožené holínky.
Tradiční obydlí byla rozmanitá, podle skupiny a způsobu života. Usedle žijící Tindeové žili v zemnicích, připomínající navažský hoghan, kočovní Apači používali týpí nebo jednoduché chýše z trav a větví zvané vikiup.
Apačové své děti vychovávali přísně, chlapci a dívky se museli cvičit ve střelbě lukem i prakem, v běhu a jízdě na koni. Své děti ale nikdy nebili. Uvádí se, že v jazyce Apačů neexistuje sloveso "muset" ani rozkazovací způsob sloves.

## Náboženství a mytologie
V náboženství Apačů vystupuje postava Velkého ducha, který stvořil svět; je silněji personifikován než u většiny ostatních indiánů a má jméno Ussen. Významným božstvem byla též Měnící se žena; obřady na její počest, spojené s ceremoniálním během, byly součástí dívčí iniciace, již dívky prodělaly v době první menstruace. Důležitou roli hrají Horští lidé neboli Gahé, jacísi elfové, žijící v horách, kteří ovládali mocná kouzla, ovlivňovali počasí a naučili lidi léčbě nemocí. Jsou v podstatě obdobou pueblanských kačinů a při obřadech je představovali maskovaní tanečníci. Apačové (podobně jako sousední Navahové a Pueblané) připisovali velký význam světovým stranám. Východu byla přiřazena černá barva, jihu modrá, západu žlutá a severu bílá. Tato symbolika barev se uplatnila v umění obřadních maleb z písku, jež Apačové převzali od Navahů a užívali hlavně při léčebných rituálech.

## Kontakty s Evropany
Apači se vyznačovali velkou bojovností. Chlapci i dívky se již od dětství cvičili v zacházení se zbraněmi, zvláště lukem, prakem a později s puškou. Zajaté nepřátele Apačové buďto umučili nebo adoptovali do svého kmene, aby nahradili padlé bojovníky. Neznali otroctví. Zabité nepřátele Apačové zpočátku neskalpovali, skalpování se mezi nimi rozšířilo až v polovině 19. století, kdy Mexičané i Američané vypláceli odměny za skalpy Apačů, dokonce i z jejich žen a dětí. V této době taky vzrostl význam mučení zajatců, které bylo předtím spíše výjimečné.
Později žili v neustálém nepřátelství s bělochy, kteří na jejich území pronikli na počátku 16. století. Již roku 1536 se s Apači (zřejmě s Lipany) setkal Álvar Núñez Cabeza de Vaca a o čtyři roky později Francisco Vásquez de Coronado, od jehož výpravy získali první koně. Již v 17. a 18. století se opakovaně střetávali se Španěly, kteří na jejich území pronikali z Mexika, a od počátku 19. stol. také s americkými osadníky. Španělští osadníci v Novém Mexiku trpěli ve druhé polovině 17. století téměř nepřetržitými nájezdy Apačů.
Podle údajů z mexického státu Durango z roku 1856 si nájezdy Apačů a Komančů v předchozích 20 letech vyžádaly životy 6000 obyvatel státu, dalších 748 lidí bylo uneseno a 358 osad bylo opuštěno.

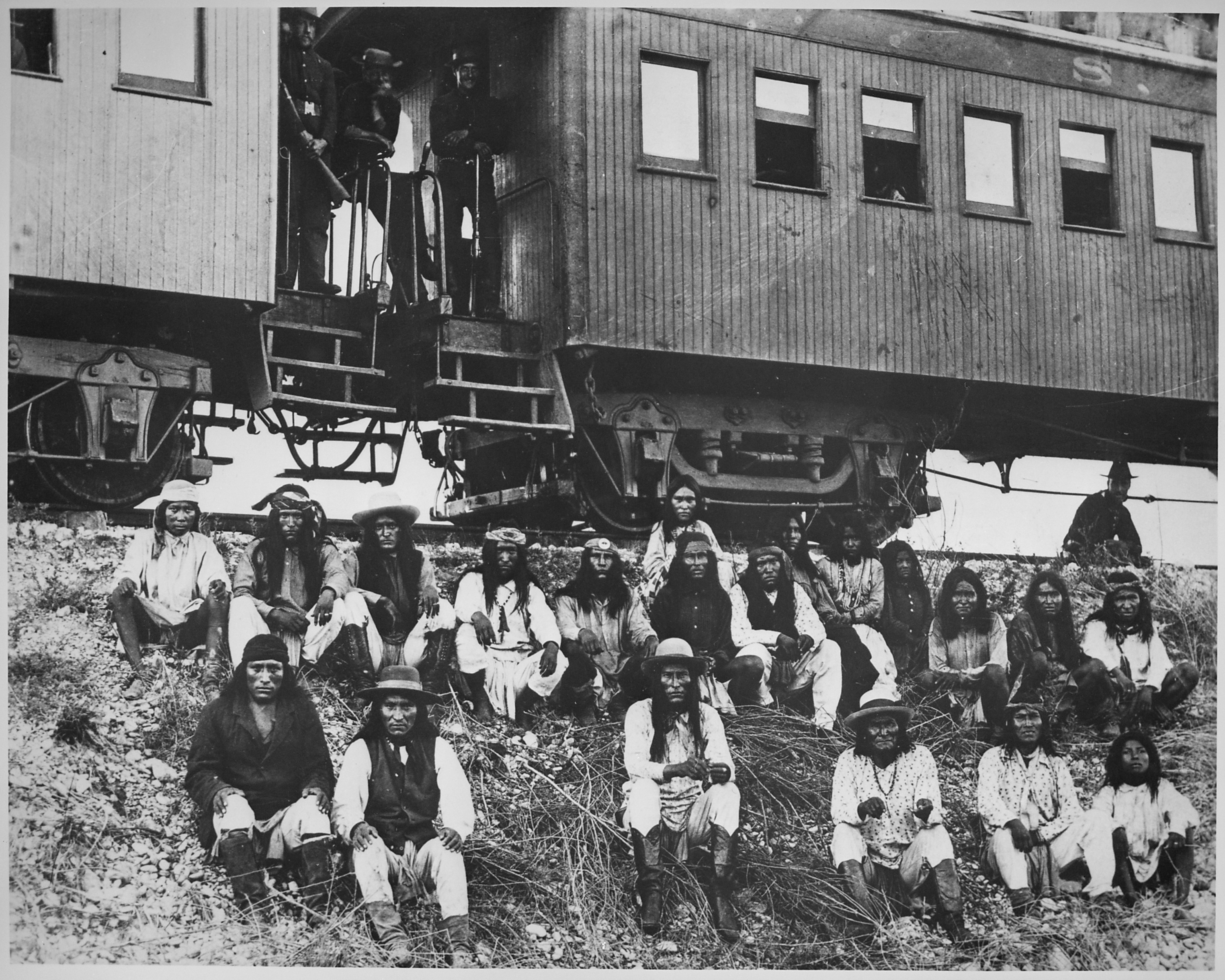
Zajatí čirikavští Apačové roku 1886

Proslavili se houževnatostí i krutostí, s níž mučili válečné zajatce, takže se slovo Apač stalo mezi Mexičany i nadávkou. V této době se začaly vyplácet odměny za apačské skalpy, což vedlo k dalším zvěrstvům na obou stranách. V roce 1835 nabízel mexický stát Sonora 100 pesos za skalp dospělého apačského muže. Lovci skalpů vraždili i ženy a děti, na což bojovníci Apačů odpovídali přepady, vypalováním farem a masakry zajatců. Američané se od poloviny 19. století snažili rozbít spojenectví mezi Apači a jinými indiánskými kmeny, např. Komanči a Navahy, a tyto spojence podněcovali k boji proti Apačům. Také se pokoušeli vzájemně rozeštvat jednotlivé apačské skupiny.
Od poloviny 19. století se v takzvaných apačských válkách dostávali do stále častějších střetů s americkou armádou, jíž byli po dlouhých a velmi krutých bojích nakonec zatlačeni do rezervací.
Během vzájemných bojů americká armáda shledala, že Apačové jsou nelítostnými bojovníky a zkušenými stratégy. Proslulým apačským náčelníkem z kmene Čirikavů byl vytrvalý bojovník proti bělošské invazi Geronimo (1821-25–1909), který dlouho vzdoroval obrovské přesile americké armády, aby zabránil potupnému odchodu svého kmene do indiánské rezervace. Roku 1886 byl Geronimo přinucen ke kapitulaci a Čirikavové deportováni na Floridu a do Alabamy, sám Geronimo byl na Floridě uvržen do armádního vězení. Menší skupiny Apačů, např. Bělohorští Apačové, však vzdorovali bělochům i nadále. Poslední záznam o apačské samostatné vojenské akci je znám z roku 1935, a to z Mexika.
Apačové v současnosti žijí v Arizoně, Novém Mexiku a Oklahomě v počtu přibližně pěti až šesti tisíc osob. V roce 1982 potvrdil Nejvyšší soud USA práva Apačů na daň z produkce ropy a zemního plynu na jejich území.

## Apačové v kultuře

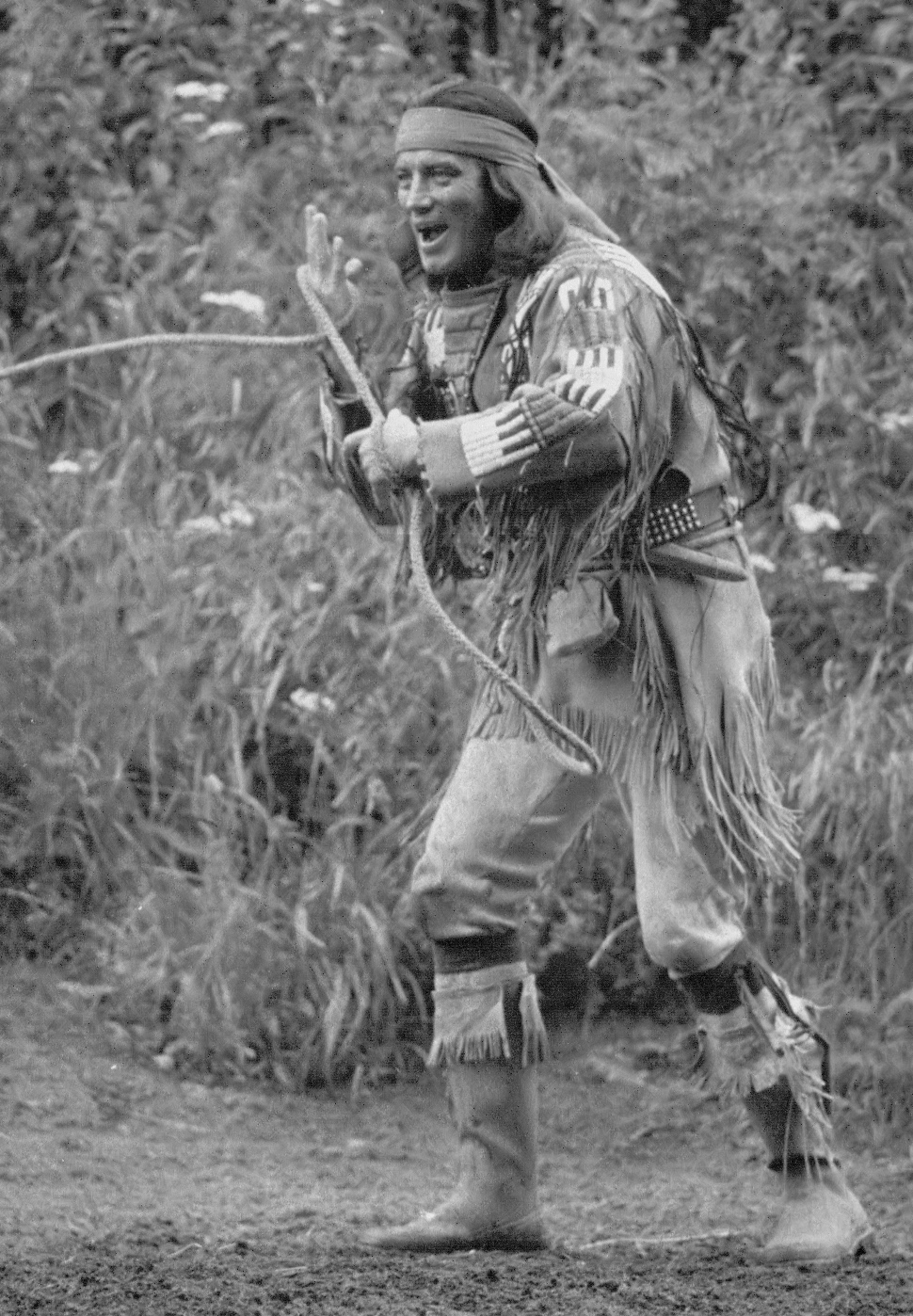
Pierre Brice, filmový představitel náčelníka Apačů, Vinnetoua

- Mnoha literárních i filmových zpracování se dočkal životní příběh válečníka Geronima, například v knize Odvedu vás do Sierry Madre Forresta Cartera.
- Známým, ale zcela smyšleným Apačem je Vinnetou z kmene Meskalerů z románů Karla Maye.
- Sacheen Littlefeather (1946–2022), herečka z kmene Apačů a aktivistka za práva Indiánů.